# Eclissi solare del 1º agosto 2008
L'eclissi solare del 1º febbraio 2008 è un evento astronomico che ha avuto luogo il suddetto giorno attorno alle ore 10:22 UTC.